# Sondre Auklend
Sondre Auklend (10 giugno 2003) è un calciatore norvegese, centrocampista del Bodø/Glimt.

## Carriera

### Club
È cresciuto nel settore giovanile del Viking, con cui ha firmato il primo contratto professionistico il 5 maggio 2020. Ha debuttato il 16 giugno seguente nell'incontro di Eliteserien perso 4-2 contro il Bodø/Glimt. Nel 2021 e nel 2023 è andato in prestito in 1. divisjon all'Åsane e al Jerv per giocare con maggior frequenza.
Il 2024 è stato acquistato a titolo definitivo dal Bodø/Glimt.

### Nazionale
Ha giocato con le nazionali giovanili norvegesi Under-15, Under-16, Udner-17, Under-18 ed Under-19.

## Statistiche

### Presenze e reti nei club
Statistiche aggiornate al 6 marzo 2025.
| Stagione        | Squadra         | Campionato      | Campionato | Campionato | Coppe nazionali | Coppe nazionali | Coppe nazionali | Coppe continentali | Coppe continentali | Coppe continentali | Altre coppe | Altre coppe | Altre coppe | Totale | Totale | Totale |
| Stagione        | Squadra         | Comp            | Pres       | Reti       | Comp            | Pres            | Reti            | Comp               | Pres               | Reti               | Comp        | Pres        | Reti        | Pres   | Reti   |        |
| --------------- | --------------- | --------------- | ---------- | ---------- | --------------- | --------------- | --------------- | ------------------ | ------------------ | ------------------ | ----------- | ----------- | ----------- | ------ | ------ | ------ |
| 2020            | Viking          | ES              | 16         | 0          |                 | -               | -               | -                  | -                  | -                  | -           | -           | -           | 16     | 0      |        |
| 2021            | Viking          | ES              | 9          | 0          | CN              | 0               | 0               | -                  | -                  | -                  | -           | -           | -           | 9      | 0      |        |
| 2021            | Åsane           | 1D              | 16         | 1          | CN              | 1               | 1               | -                  | -                  | -                  | -           | -           | -           | 17     | 2      |        |
| 2022            | Viking          | ES              | 1          | 0          | CN              | 2               | 0               | UECL               | 0                  | 0                  | -           | -           | -           | 3      | 0      |        |
| 2023            | Jerv            | 1D              | 13         | 1          | CN              | 1               | 0               | -                  | -                  | -                  | -           | -           | -           | 14     | 1      |        |
| 2023            | Viking          | ES              | 10         | 1          | CN              | 0               | 0               | -                  | -                  | -                  | -           | -           | -           | 10     | 1      |        |
| 2024            | Viking          | ES              | 11         | 2          | CN              | 2               | 0               | -                  | -                  | -                  | -           | -           | -           | 13     | 2      |        |
| 2024            | Viking 2        | 2D              | 1          | 0          | -               | -               | -               | -                  | -                  | -                  | -           | -           | -           | 1      | 0      |        |
| Totale Viking   | Totale Viking   | Totale Viking   | 47         | 3          |                 | 2               | 0               |                    | 0                  | 0                  |             | -           | -           | 49     | 3      |        |
| 2024            | Bodø/Glimt      | ES              | 6          | 0          | CN              | 0               | 0               | UCL+UEL            | 2+5                | 0                  | -           | -           | -           | 13     | 0      |        |
| Totale carriera | Totale carriera | Totale carriera | 83         | 5          |                 | 6               | 1               |                    | 7                  | 0                  |             | -           | -           | 96     | 6      |        |

## Palmarès

### Club

#### Competizioni nazionali
- Campionato norvegese: 1

Bodø/Glimt: 2024